# Whirlwind (personnage de fiction)
 (mai 2025).
Whirlwind, également appelé en français L’Homme-toupie dans les publications Arédit/Artima ou Cyclone dans L’Intégrale Avengers de Marvel France ou encore Tourbillon, est un super-vilain appartenant à l’univers de Marvel Comics. Il a été créé par Stan Lee et Jack Kirby, et est apparu pour la première fois dans Tales to Astonish #50, en 1963.

## Biographie fictive
David Cannon découvrit lors de son adolescence sa condition de mutant et se servit de ses pouvoirs pour devenir un super-criminel.
Il se fit un jour engager comme chauffeur de Janet Van Dyne (La Guêpe), dans le but de la voler. Sous le nom de la Toupie Humaine, il échoua, vaincu par Giant-Man, qui devint son grand ennemi par la suite. Il fut aussi un farouche ennemi de Vif-Argent. Il fut manipulé par le Dr Fatalis pour perturber le mariage de Red Richards et Jane Storm.
Il adopta le nom de Whirlwind quand il rejoignit les Maîtres du Mal organisée par le premier Crimson Cowl (secrètement le robot Ultron-5). Il devint alors un adversaires des Vengeurs. Il intégra une nouvelle fois l'équipe, après avoir amélioré son costume. Il rejoignit ensuite la seconde Brigade de Batroc, puis retrouva les Maîtres du Mal. Lorsque le Pourpoint jaune (Hank Pym) et la Guêpe furent tous les deux blessés, David profita de l’occasion pour les attaquer à l’hôpital où ils étaient soignés. Il fut non seulement vaincu mais également démasqué, l’obligeant à abandonner sa place de chauffeur de la Guêpe. Il fut ensuite engagé par le Comte Nefaria au sein de la seconde Légion fatale, mais il s’agissait d’une ruse du chef de la Maggia pour acquérir les pouvoirs de Whirlwind, du premier Power-Man (Erik Josten) et du Laser vivant.
Ayant retrouvé ses pouvoirs, il fit partie des « faux Defenders ». Il se frotta ensuite sans résultat à Iron-Man. David fut alors recruté par Tête-d'œuf, un autre vieil ennemi de Hank Pym, pour reformer les Maîtres du Mal.
Il se heurta ensuite aux Héros à Louer – Power-Man et Iron Fist.
le Baron Helmut Zemo lui ordonna d’occuper Captain America pendant l’assaut du Manoir des Vengeurs. Il s’associa au Piégeur mais échoua quand même à arrêter Captain América. Il rejoignit Requin-Tigre à San Francisco mais fut arrêté par Hank Pym.
Incarcéré à la Voûte, il put s’en échapper durant les Actes de Vengeance, manipulé une seconde fois par le Dr Fatalis pour attaquer les Quatre Fantastiques. Après un affrontement avec Miss Hulk, il modifia complètement son uniforme et commença une nouvelle vague de vols à New-York. Il réussit à échapper aux Vengeurs lors de la recomposition du groupe après les événements d’Onslaught. Il fut arrêté par Justice et Firestar. David fut alors enfermé à Ryker’s Island. Lors de l’invasion de la Terre par Kang et son fils, le Centurion écarlate, il tenta de rejoindre leur camp mais fut renvoyé sans ménagement.
Il développa alors une obsession vis-à-vis de la Guêpe, forçant des prostituées à s'habiller comme elle, puis les agressant. Une preuve évidente de son inquiétant état mental. Il suivit la trace de Pym et la Guêpe, alors qu’ils étaient en vacances à Las Vegas. Pym et la Guêpe le renvoient en prison.
Libéré, il rejoignit des criminels pour voler la richissime Celia Ricadonna, lui dérobant une puce informatique. Celle-ci, envoya divers tueurs à leurs trousses et Davis se retrouva face à son ancien partenaire, le Piégeur. Le combat le laissa grièvement blessé, avec plusieurs os cassés.
Lors du crossover Civil War, Whirlwind fut capturé et obligé de rejoindre les Thunderbolts du Baron Zemo. David participa au combat final contre le Grand Maître et réussit à s’échapper au cours des affrontements.

### Dark Reign
Formant une nouvelle association criminelle, il tenta de faire chanter Norman Osborn, devenu le directeur des Thunderbolts ; mais ce dernier déjoua leurs plans et battit sévèrement les maîtres-chanteurs, les obligeant à travailler désormais pour lui. Quand Norman Osborn devint le directeur du HAMMER, il prit Cannon comme chauffeur personnel. Mais Cannon se servit de sa position pour renseigner le mystérieux Zodiac sur les affaires du HAMMER.
Avec la destitution de Norman Osborn, il fut engagé par la mère de Foudre, étudiant de la nouvelle Académie des Vengeurs, pour monter une fausse attaque afin d’aider Foudre à devenir célèbre. De son côté Whirlwind reprochait à Pym (le fondateur de l'académie) la mort de Janet van Dyne durant l’invasion skrull. Pour se venger, David menaçait de tuer les étudiants de l’Académie des Vengeurs mais il fut vaincu comme prévu par Foudre et vraisemblablement renvoyé en prison.

## Pouvoirs et capacités
- Whirlwind est un mutant possédant des réflexes, une coordination et un équilibre parfaits. Il est totalement insensible au vertige.
- Il fait preuve d'une super-vitesse de mouvement, qu'il utilise principalement pour charger sur un adversaire, en tournoyant à grande vitesse. Quand il va assez vite, il peut se déplacer sur des parois verticales, ou même s'élever dans les airs, voire créer une mini-tornade.
- Son armure est équipée de lance-shuriken aux poignets, faisant de lui un adversaire redoutable, capable de blesser tous ses adversaires en quelques secondes.
- Cannon est un cascadeur et lutteur de bon niveau.

## Apparitions dans d'autres médias
Sauf indication contraire, les informations mentionnées dans cette section peuvent être confirmées par la base de données cinématographiques IMDb,  présente dans la section « Liens externes ».

### Télévision
- 1994 : Iron Man (série d'animation)
- 1999 : Avengers (série d'animation)
- 2012 : Avengers : L'Équipe des super-héros (série d'animation)
- 2012 : Ultimate Spider-Man (série d'animation)
- 2013 : Avengers Rassemblement (série d'animation)